# Ryan Shannon
Ryan Patrick Shannon, född 2 mars 1983 i Darien, Connecticut, USA, är en amerikansk professionell ishockeyspelare som spelar för ZSC Lions i NLA. Shannon har tidigare spelat för Anaheim Ducks, Vancouver Canucks, Ottawa Senators och Tampa Bay Lightning i NHL.

## Klubbar
- Taft School 1999–2001
- Boston College 2001–2005
- Cincinnati Mighty Ducks 2005
- Portland Pirates 2005–2007
- Anaheim Ducks 2006–2007
- Manitoba Moose 2007–2008
- Vancouver Canucks 2007–2008
- Binghamton Senators 2008–2009
- Ottawa Senators 2008–2011
- Tampa Bay Lightning 2011–2012
- ZSC Lions 2012–